# Ishumar
Albums de Toumast
Amachal
Ishumar est le premier album du groupe Toumast sorti le 16 octobre 2006 sur le label Village Vert de Wagram.

## Historique
Le terme Ishumar dérive du mot français « chômeur » qui fait référence aux Touareg se rendant en ville pour travailler et gagner un peu d'argent,. Il représente également pour toute une catégorie de Touareg, ayant abandonné la lutte armée face aux pouvoirs centraux, le choix de l'utilisation d'autres moyens de défense de la culture des nomades du Sahara au travers de la musique et de l'usage de la guitare dite « ishumar ».
Cet album est composé des chansons écrites par Moussa Ag Keyna (un ancien membre du célèbre groupe Tinariwen) lors de son exil en France – où il fait la rencontre à Paris de sa cousine Aminatou Goumar – après la trêve signée entre les combattants rebelles touareg et le gouvernement nigérien. C'est Pedro Rodrigues qui convainc Moussa Ag Keyna d'enregistrer ces titres et de reformer le groupe Toumast alors que ce dernier évoluait au sein de la petite formation Digital Bled dans des concerts locaux et associations tandis que Dan Levy produit le disque.

## Liste des titres de l'album
1. Ikalane Walegh – 5 min 00 s
2. Tallyatidagh – 5 min 48 s
3. Innulamane – 4 min 47 s
4. Ammilana – 5 min 43 s
5. Ezeref – 3 min 11 s
6. Dounia – 6 min 38 s
7. Maraou Oran – 5 min 31 s
8. Kik Ayiittma – 7 min 27 s
9. Amidinine – 6 min 05 s

## Musiciens ayant participé à l'album
- Moussa Ag Keyna : guitare et chant
- Aminatou Goumar : chant, darbouka
- Frédérico Alagna : basse, guitare
- Bady Alhassan	: darbouka, djembé, chant
- Dan Lévy : arrangements, basse, saxophone, percussions électroniques
- Akemi Toyama: violon
- Ramoutal Tsur : violoncelle

## Accueil de la critique
Faisant le rapprochement, mais soulignant aussi les différences, avec le groupe phare du blues touareg Tinariwen – notamment quant à la ligne de basse plus mélodique, au phrasé plus « funky » –, le critique Joe Tangari considère que cet « album fantastique » présente une « identité unique et des qualités singulièrement saisissantes » pouvant particulièrement plaire à un public occidental souhaitant découvrir ce genre musical. The Guardian remarque également les similarités et divergences avec les albums de Tinariwen, la musique « plus légère (...] et lumineuse » proposée par Toumast, pour lui accorder une note de 3⁄5. Enfin, exactement dans la même ligne, la critique de BBC Music (en) s'enthousiasme pour l'album dont elle souligne le « groove hypnotique et addictif rendant le [disque] tellement attrayant [et] exceptionnel »